# Doménon
Der Doménon (französisch: Ruisseau du Doménon) ist ein kleiner Gebirgsfluss in den französischen Westalpen, der im Département Isère der Region Auvergne-Rhône-Alpes östlich der Stadt Grenoble verläuft.

## Geografie

### Verlauf
Der Doménon entspringt im südlichen Teil der Gebirgskette Belledonne unterhalb des Gipfels Pic du Grand Doménon (2802 m) im Gemeindegebiet von Revel, entwässert mit einem anfängliche Bogen über Süd generell Richtung Nordwesten und mündet nach rund 17 Kilometern im Gemeindegebiet von Domène als linker Nebenfluss in die Isère. Im Oberlauf fließt der Doménon durch die Bergseen Lac du Grand Doménon und Lac du Petit Doménon, erreicht dann das temporäre militärische Übungsgebiet Champ de Tir des Lacs Robert und verlässt die Gebirgszone mit dem sehenswerten Wasserfall Cascade d’Oursière. Im Mündungsabschnitt quert der Doménon die Bahnstrecke Grenoble–Montmélian.

### Orte am Fluss
(Reihenfolge in Fließrichtung)
- Refuge de la Pra, Gemeinde Revel
- Le Chevenas, Gemeinde Revel
- Corps, Gemeinde Saint-Martin-d’Uriage
- Revel
- Domène